# Alcatel Submarine Networks
Alcatel Submarine Networks (ASN) ist ein Anbieter von Unterwasser-Telekommunikationslösungen, insbesondere für Glasfaserkabelsysteme, die internationale Kommunikationsnetze verbinden.

## Unternehmen
ASN ist eine Tochtergesellschaft von Nokia im Unternehmensbereich Nokia Technologies. 
Der Unternehmenssitz von ASN in der Rechtsform einer französischen Société par actions simplifiée ist in Les Ulis, ihr President ist Alain Biston. Betriebsstätten in Frankreich befinden sich in Calais (Herstellung von Glasfaserkabeln), Dunkerque und Coquelles.
Weitere Standorte sind Greenwich (Alcatel Submarine Networks UK Ltd, Produktion von Repeatern und Verzweigungseinheiten) und Trondheim (Alcatel Submarine Networks Norway AS, Forschungs- und Entwicklungsstandort).
Der Marktanteil von ASN bei Unterwasserkommunikationslösungen liegt etwa bei einem Drittel. Weitere bedeutende Marktteilnehmer sind NEC Corporation und SubCom. Die Mitarbeiterzahl lag 2023 bei etwa 2000, davon 1370 in Frankreich und 478 bei ASN UK.
Der Jahresumsatz 2023 lag bei 1,12 Milliarden Euro.
 Zwischen 2018 und 2022 hat sich der Jahresumsatz von 569 Millionen Euro auf 1,1 Milliarden Euro nahezu verdoppelt. Das Jahresergebnis 2022 lag bei 25 Millionen Euro.

## Flotte

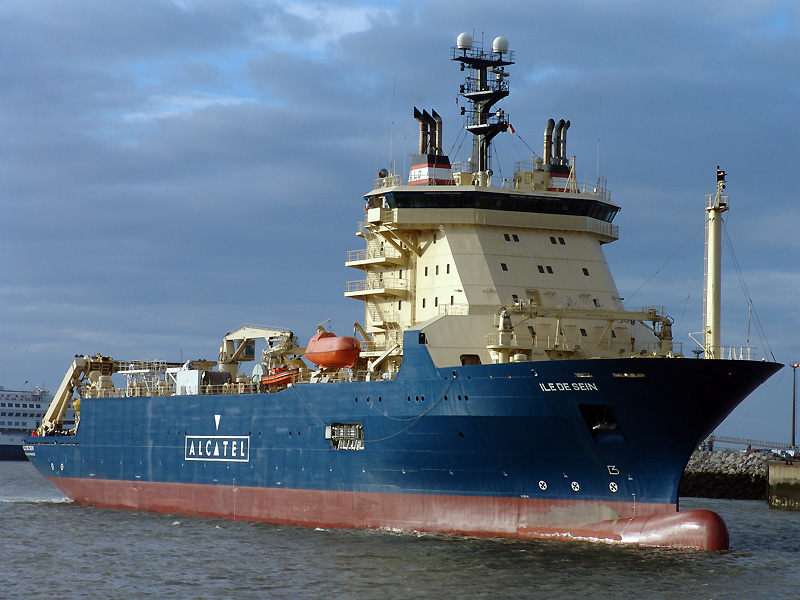
Île de Sein

ASN hat eine Flotte von sieben Spezialschiffen.
- Île-de-Sein, IMO 9247039
- Île de Batz, IMO 9247041
- Île de Bréhat, IMO 9247053
- Île-d’Aix, IMO 9009310
- Île d’Yeu, IMO 9230414
- Ile d’Ouessant, IMO 9427108
- Ile de Molène, IMO 9329928

## Geschichte
Das Unternehmen kam 2016 im Zuge der Übernahme von Alcatel-Lucent durch Nokia unter dem Namen Alcatel-Lucent Submarine Networks in deren Portfolio.
Am 27. Juni 2024 gab Nokia den Abschluss einer Verkaufsoption mit dem französischen Staat bekannt. Sie umfasst im ersten Schritt 80 Prozent der Unternehmensanteile zu einem Verkaufspreis von 350 Millionen Euro. Die Umsetzung soll Ende 2024/Anfang 2025 erfolgen.
ASN hat nach eigenen Angaben bisher 800.000 km Unterseekabel verlegt.